# Siegfried Reitz
Siegfried Reitz (* 22. Januar 1910 in Lennep, Rheinprovinz; † 1999) war ein deutscher Architekt und Stadtplaner.

## Leben
Nach dem Besuch der Volksschule arbeitete Reitz im Architekturbüro von Ernst Stahl in Düsseldorf. Bei der Bauunternehmung Josef Zingraf & Sohn, ebenfalls Düsseldorf, absolvierte er in den Sommerhalbjahren 1926 und 1927 ein Praktikum. Seine Schulbildung vervollkommnete er durch den Besuch einer Abendschule. Nachdem er 1929 am Provinzialschulkollegium Krefeld seine Reifeprüfung abgelegt hatte, begann er zum Sommersemester 1929 ein Architekturstudium an der Rheinisch-Westfälischen Technischen Hochschule Aachen (RWTH Aachen), wo er 1930 die Diplom-Vorprüfung mit Auszeichnung bestand. Zum Sommersemester 1930 wechselte er an die Technische Hochschule München. Dort trat er zum 1. September 1931 in die Nationalsozialistische Deutsche Arbeiterpartei ein (Mitgliedsnummer 631.978). In der vorlesungsfreien Zeit arbeitete er als technischer Mitarbeiter bei dem Architekten Hermann Rieck in Duisburg und erneut in Düsseldorf bei Ernst Stahl. Sein Studium, das ihn zu einem Vertreter der Heimatschutzarchitektur prägte, schloss er 1933 mit der Diplom-Hauptprüfung an der Technischen Hochschule Stuttgart ab.
Von Januar bis Mai 1934 war Reitz dann kurzzeitig am Neubauamt der Stadt Remscheid angestellt, ehe er im darauffolgenden Jahr an die RWTH Aachen zurückkehrte, um am dortigen Lehrstuhl für Bauformenlehre hauptamtlicher Assistent des Hochschullehrers und Dekans René von Schöfer zu werden. In der nun folgenden Zeit arbeitete er am Siedlungswerk des Wurmreviers mit und beteiligte sich mit von Schöfer, dem Begründer der Aachener Schule, an der Sanierung der Aachener Peterstraße. 1938 nahm er unter Leitung des RWTH-Lehrers Hans Mehrtens an einer Studienreise nach Dänemark und Schweden teil. 1938 oder 1939 übernahm Reitz die Leitung der Sonderplanungsstelle der Stadt Aachen, die dafür eingerichtet wurde, den Anschluss der Reichsautobahn Aachen–Köln (heute Bundesautobahn 544) an der Jülicher Straße in den städtischen Verkehr und Stadtraum Aachens zu gestalten. Diese Tätigkeit endete im März 1940, als Reitz zum Kriegsdienst einberufen wurde. Bis Oktober 1940 war er als Infanterist in Quedlinburg stationiert, danach wurde er in verschiedenen Dienstgraden bis zum Ende des Zweiten Weltkriegs bei einer Heeresbaudienststelle in Oslo eingesetzt. Mit der Kapitulation wurde Reitz zunächst in einem Kriegsgefangenenlager in Norwegen interniert und im Sommer 1945 in ein Lager nach Frankreich überführt, wo er bis Oktober 1947 blieb. 

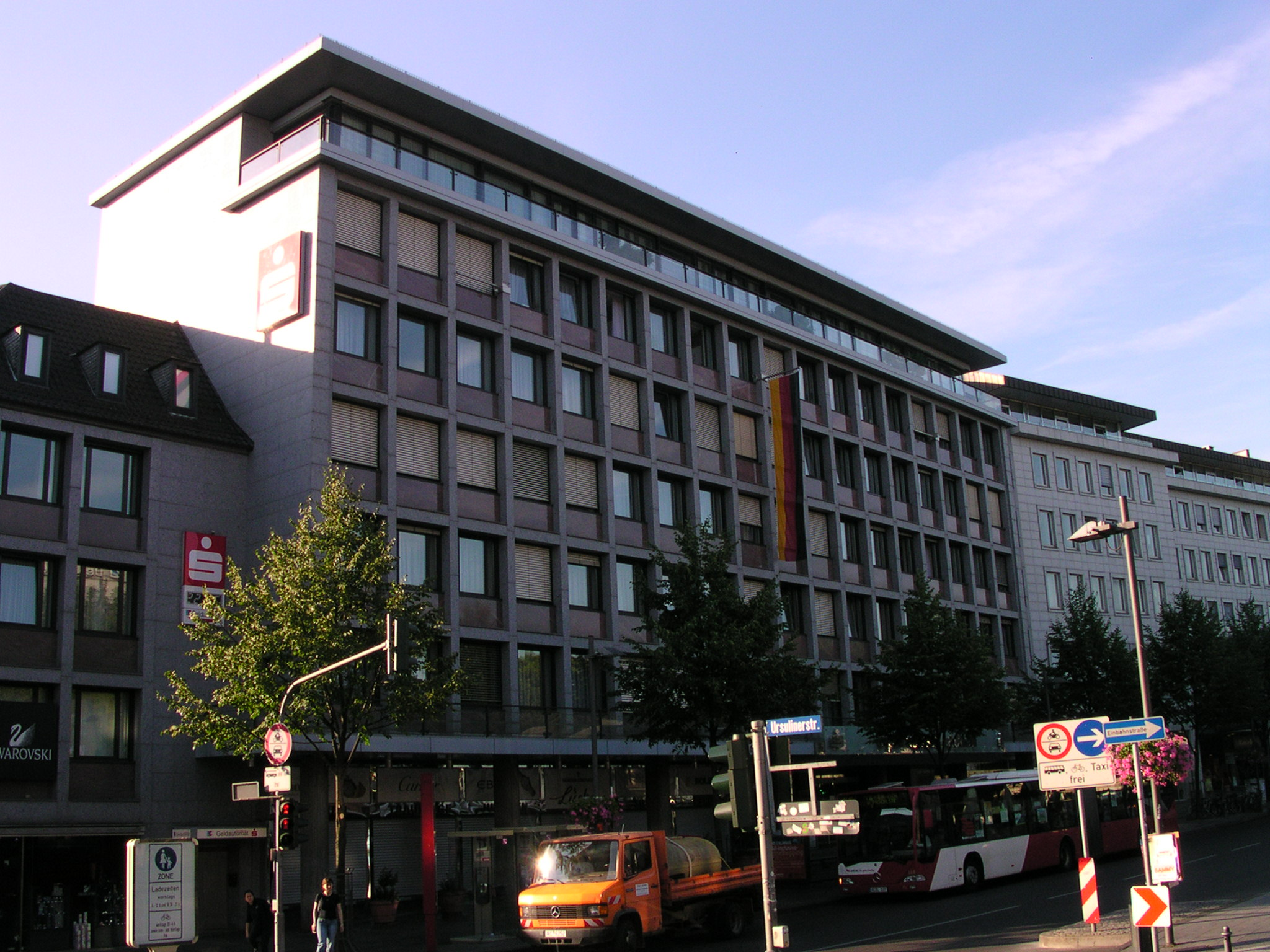
Gebäude der Kreissparkasse Aachen

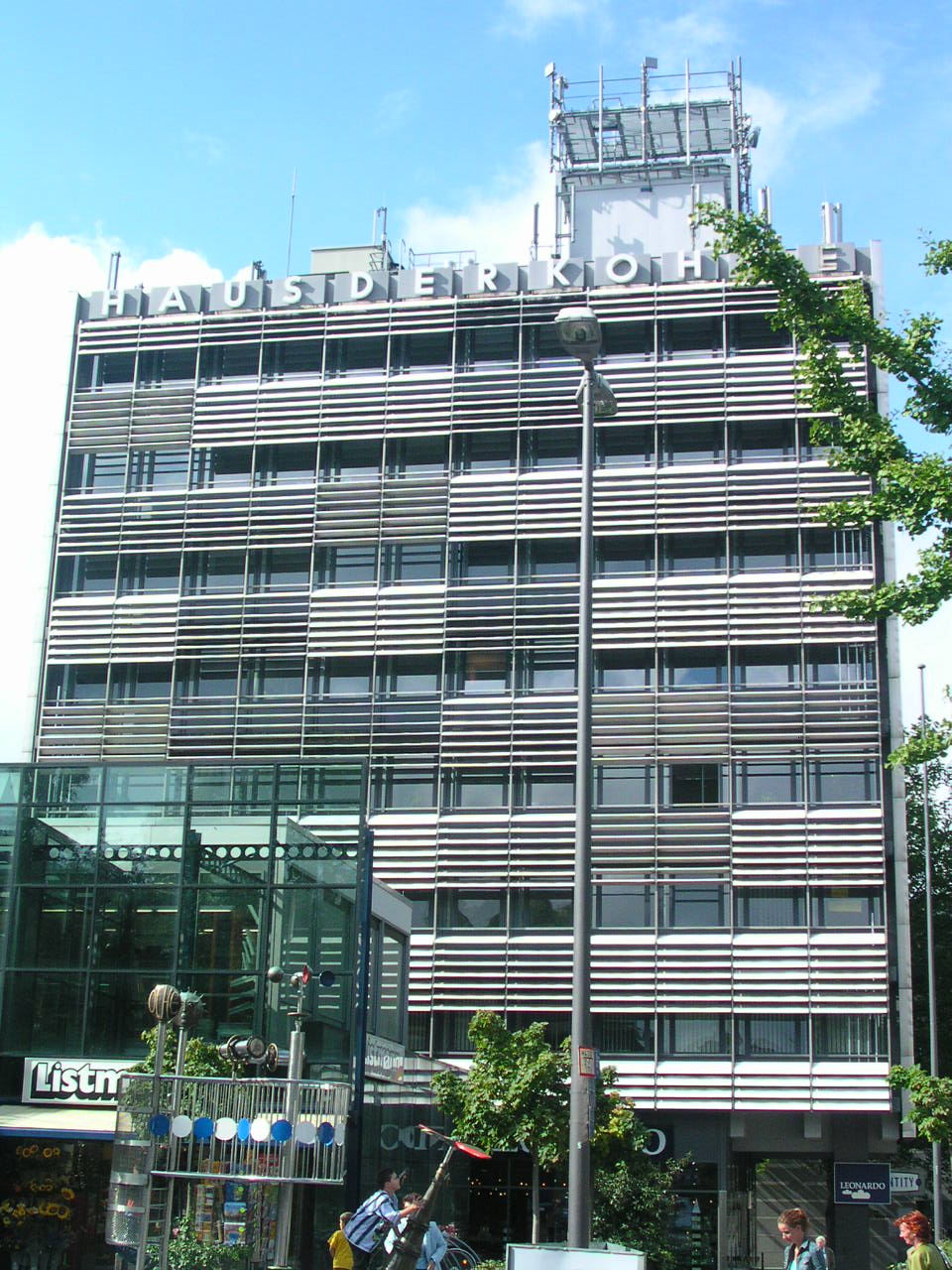
Haus der Kohle

Aus der Kriegsgefangenschaft entlassen, stellte ihn von Schöfer in seinem Architekturbüro an. Auf eigene Kosten setzte er ihn außerdem bereits an seinem RWTH-Lehrstuhl als Assistenten ein. Mit Unterstützung von Schöfers und Fürsprache des RWTH-Lehrers Anton Wendling wurde Reitz im Sommer 1948 vom Entnazifizierungsausschuss des Stadtkreises Aachen für berufungsfähig befunden und konnte am 1. November 1948 als planmäßiger Assistent am Lehrstuhl von Schöfers tätig werden. Diese Stelle gab Reitz bereits am 30. November 1950 auf, nachdem er parallel zur Hochschultätigkeit und zur Mitarbeit an den Projekten von Schöfers ein eigenes Architekturbüro in Laurensberg bei Aachen eröffnet und aufgebaut hatte. In dieser Zeit errang er den 2. Preis im Architekturwettbewerb um den Neubau des Gymnasiums Erkelenz (1949) und den 1. Preis im Wettbewerb um den Bau der Volksschule in Hückelhoven-Ratheim. Reitz, der nunmehr in den Formen der Nachkriegsmoderne entwarf, erwarb sich in den 1950er Jahren schnell einen Ruf als Fachmann für Schulbauten, jedoch bearbeitete er auch andere Bauaufgaben. So gewann er 1951 den Wettbewerb um den Bau eines TBC-Krankenhauses in Aachen. 1952 errichtete er eine Leichenhalle in Laurensberg, 1953 den Neubau der Kreissparkasse Aachen am Friedrich-Wilhelm-Platz. 1964 entwarf Reitz  das Haus der Kohle als Verwaltungssitz des Eschweiler Bergwerks-Vereins an der Ursulinenstraße, auf dem historischen Boden der römischen Büchelthermen.
Um 1950 begann Reitz mit stadtplanerischen Arbeiten, insbesondere der Flächennutzungsplanung, indem er für Laurensberg (um 1951), wahrscheinlich auch Richterich, sowie Heinsberg (ab 1952) Bauleitpläne erarbeitete. Für Hückelhoven übernahm er die Aufgabe der Überarbeitung des Bauleitplans um 1958, außerdem erarbeitete er „Teildurchführungspläne“ für einzelne Gebiete dieser Stadt. Auch die Neubearbeitung des Bauleitplans von Aldenhoven fiel in diese Zeit, allesamt Planungsaufgaben, die Reitz für Gemeinden in der Nachfolge von Schöfers übernahm. Zusammen mit dem Architekten und Stadtplaner Peter Poelzig entwarf Reitz 1952 die Bergarbeiter-Trabantenstadt in Alsdorf-Ofden, die aus Mitteln des Marshallplans finanziert wurde. Ihre Kooperation wiederholten beide 1954 bei der Planung einer MSA-Siedlung in Dortmund-Derne. Eine besondere Planungsaufgabe stellte zu Beginn der 1950er Jahre die Anlage einer „Rodungssiedlung“ in Vossenack dar, eine städtebaulich-landschaftsplanerische Entwurfsaufgabe, die Reitz mit dem Gartenarchitekten Carl Ludwig Schreiber bearbeitete.